# Niels Carlo Jørgensen
Niels Carlo Jørgensen (født 8. juli 1917 i Skovlunde, død 5. maj 1945 på Østerbro i København) var dansk frihedskæmper under 2. verdenskrig.
Niels Carlo Jørgensen var sporvognsfunktionær samt medlem af arbejdersangkoret, og var gift med Anne Margrethe Jørgensen (født 25. maj 1918) fra 23. juli 1942 til 5. maj 1945.
Tilknyttet militærgrupperne i København under Region VI (København) afsnit 5 (Frederiksberg, Valby & Vesterbro) Kompagni Robert, fra september 1944.
Efter mobiliseringen 5. maj 1945, var Niels Carlo Jørgensen udkommanderet til tjeneste i havneområdet, hvor der rasede kampe mellem tyske soldater, der fik støtte fra krydseren Nürnberg, og en betydelig styrke frihedskæmpere fra Havnekompagnierne, Korps Aagesen og Holger Danske.
Iført grøn regnfrakke og tysk stålhjelm var Niels Carlo Jørgensen sammen med sine kammerater i en erobret tysk lastbil på vej til kampområdet. Da bilen var nået til hjørnet af Nordre Frihavnsgade og Strandboulevarden på Østerbro i København, blev den af frihedskæmpere, der var stationeret til det område, antaget for at være en tysk forstærkning til de pågående kampe i havneområdet og blev derfor beskudt.
Her blev Niels Carlo Jørgensen dræbt.
Der er opsat en mindeplade på Bispebjerg Kirkegård hvorfra Niels Carlo Jørgensen ligeledes er begravet.
Kilde: http://www.vognstyrer.dk/Sporvogne/KS/Personale/Faldne/6/6.htm
Kilde: http://modstand.natmus.dk/Person.aspx?9146